# Stół laboratoryjny

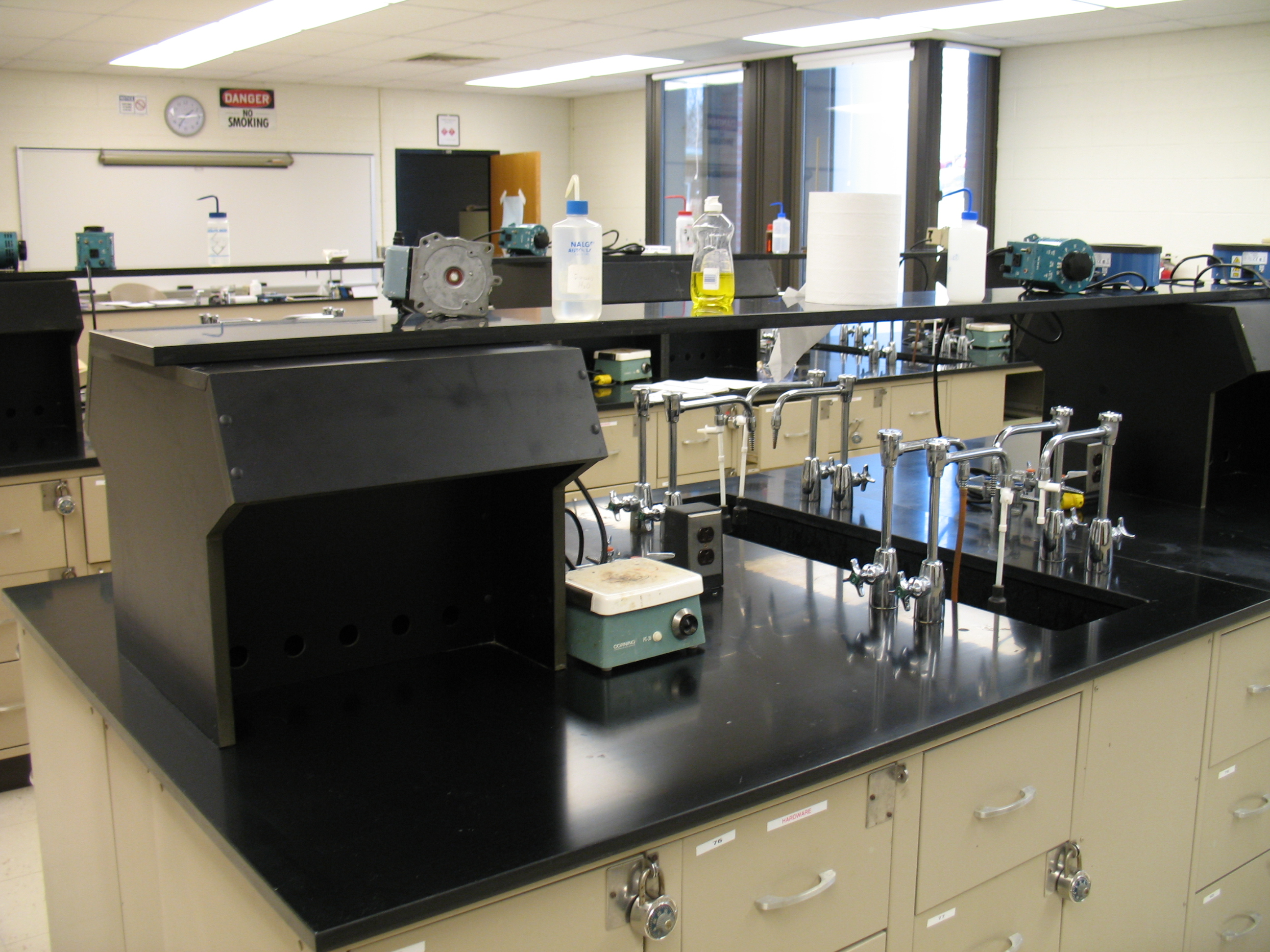
Grupowe stoły laboratoryjne w pracowni uniwersyteckiej.

Stół laboratoryjny – specjalnie wykonany stół, służący do przeprowadzania badań w laboratorium. Stół stanowi podstawowe stanowisko pracy chemików, mikrobiologów i analityków medycznych.
Stoły laboratoryjne pokryte są ceramicznym, metalowym lub drewnianym blatem, który musi być odporny na polewanie go żrącymi chemikaliami. Blaty stołów laboratoryjnych są zwykle umieszczane dość wysoko nad podłogą, gdyż pracuje się przy nich na stojąco lub siedząc na wysokich stołkach. Stoły są zwykle zaopatrzone w podstawowe instalacje – elektryczną, gazową, wodociągową i kanalizacyjną. Są one też zwykle zintegrowane z szafkami i półkami służącymi do przechowywania aparatury, próbek i odczynników.
Stoły przeznaczone do przeprowadzania reakcji i analiz chemicznych są często zaopatrywane w kratownice, na których można montować aparaturę. Nad stołami do syntez montuje się zazwyczaj wyciągi wentylacyjne.   W większych laboratoriach stoły są zestawiane parami do siebie, dzięki czemu nie trzeba dla każdego z nich oddzielnie konstruować instalacji, kratownic i szafek. Przy jednym stole może znajdować się jedno stanowisko pracy, albo kilka.